# Yĭngquán Qū
Yĭngquán Qū o distrito de Yĭngquán es una localidad de la ciudad-prefectura de Fuyang en la provincia de Anhui, República Popular China, con una población censada en noviembre de 2010 de 557 687 habitantes.
Se encuentra situada al noroeste de la provincia, cerca del río Huai y de la frontera con la provincia de Henán.